# Lidija Horvat-Dunjko
Lidija Horvat-Dunjko (Varaždin, 1967) is een Kroatische operazangeres en docente aan de muziekacademie van de Universiteit van Zagreb.
Tot haar tientallen vertolkte operarollen (naast rollen in operettes en musicals) behoren de Koningin van de Nacht in Die Zauberflöte, Gilda in Rigoletto, Rosina in De barbier van Sevilla en Blondchen in Die Entführung aus dem Serail. Ze trad in vele steden over de gehele wereld op en won verschillende nationale en internationale onderscheidingen. Ze is lid (geweest) van verschillende barokensembles.
Samen met de groep Magazin deed Horvat mee aan het Kroatische songfestivalprogramma Dora met het lied Nostalgija. De groep won en mocht namens Kroatië naar het Eurovisiesongfestival. Daar werden ze zesde, de beste plaats voor het land tot dan toe.
- Gemeinsame Normdatei: 134932641
- Library of Congress Control Number: no2010065405
- MusicBrainz: 3cb114b4-b732-4e27-99c9-b5828de00e1c
- Virtual International Authority File: 120573444
- WorldCat: E39PBJtmtf4tMpwVfVF8vMdvpP

1993: Put · 
1994: Tony Cetinski · 
1995: Magazin & Lidija · 
1996: Maja Blagdan · 
1997: ENI · 
1998: Danijela · 
1999: Doris Dragović · 
2000: Goran Karan · 
2001: Vanna · 
2002: Vesna Pisarović · 
2003: Claudia Beni · 
2004: Ivan Mikulić · 
2005: Boris Novković · 
2006: Severina · 
2007: Dragonfly feat. Dado Topić · 
2008: Kraljevi Ulice & 75 Cents · 
2009: Igor Cukrov feat. Andrea Šušnjara · 
2010: Feminnem · 
2011: Daria Kinzer · 
2012: Nina Badrić · 
2013: Klapa s Mora · 
2016: Nina Kraljić · 
2017: Jacques Houdek · 
2018: Franka Batelić · 
2019: Roko · 
2021: Albina Grčić · 
2022: Mia Dimšić · 
2023: Let 3 · 
2024: Baby Lasagna · 
2025: Marko Bošnjak